# Cephalaria joppensis
Cephalaria joppensis är en tvåhjärtbladig växtart som först beskrevs av Reichem., och fick sitt nu gällande namn av Thomas Coulter. Cephalaria joppensis ingår i släktet jätteväddar, och familjen Dipsacaceae. Inga underarter finns listade i Catalogue of Life.

## Bildgalleri

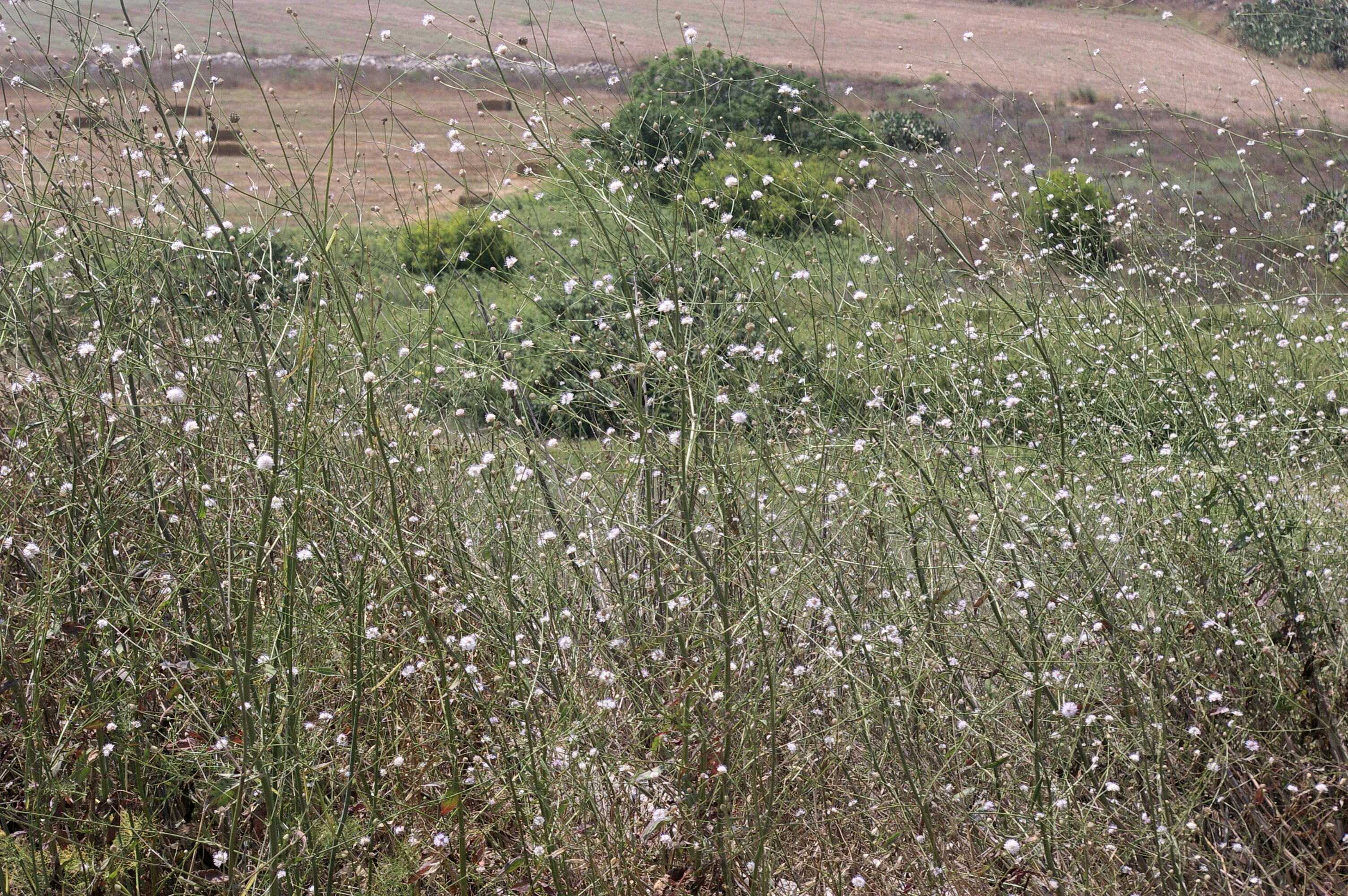
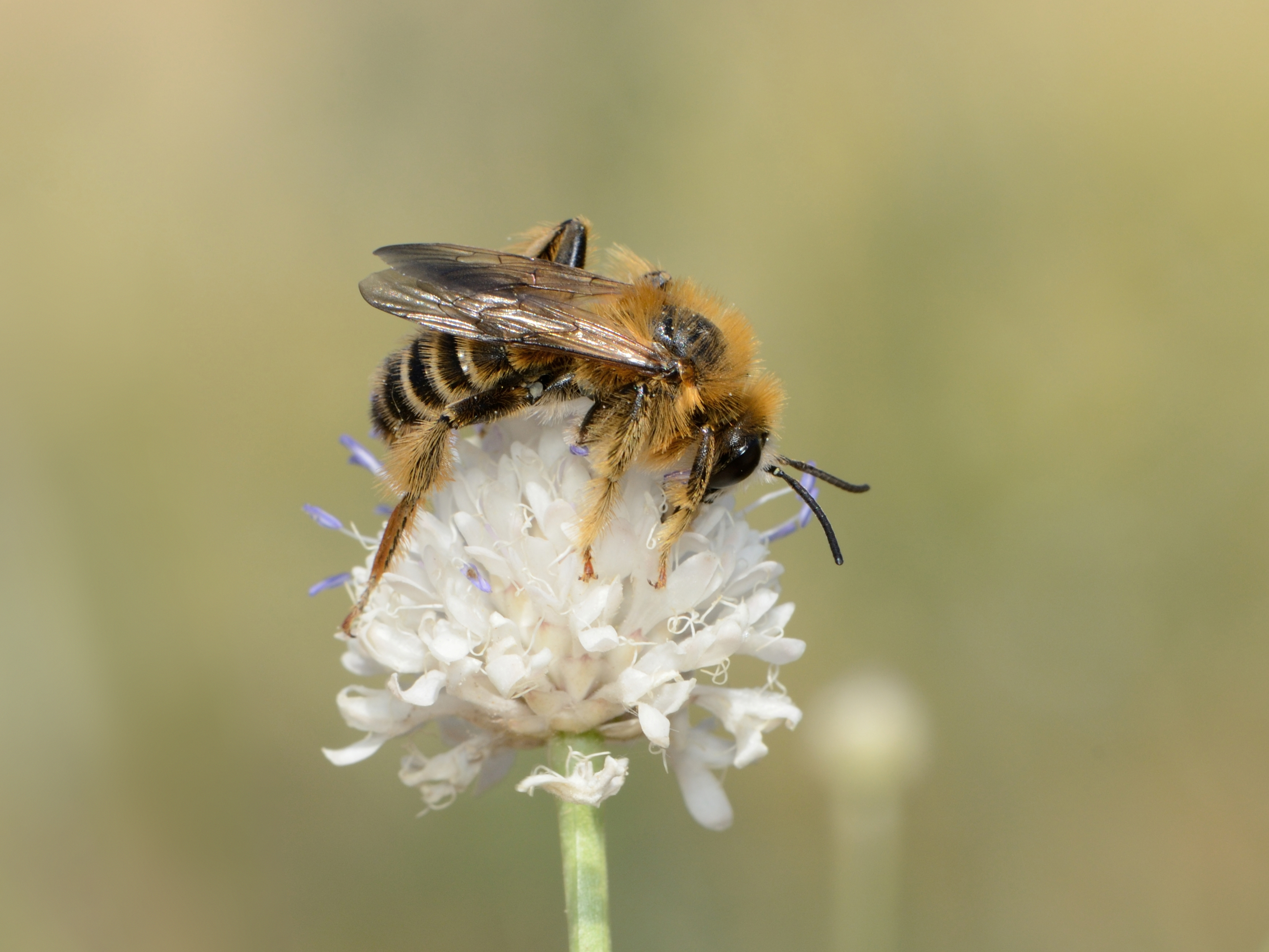